# Hydrillodes bryophiloides
Hydrillodes bryophiloides là một loài bướm đêm trong họ Noctuidae.